# Marius
Marcus Aurelius Marius byl uzurpátor římského trůnu spravující v letních měsících roku 269 Galii, Británii a část Hispánie. Datum narození a bližší biografické údaje o jeho osobě nejsou známy.
Marius byl nástupcem prvního galského uzurpátora Postuma, jehož v květnu nebo v červnu 269 zavraždili v Mohuči (Moguntiacum) vojáci. Byl prý původem kovář a na trůně se udržel jen několik měsíců, než byl za nejasných okolností zabit. Zda se stal obětí osobní msty, jak tvrdí některé prameny, je sporné, jeho vražda spíše souvisela s vrtkavými náladami vojáků. Zprávy antických autorů, že vládl jen tři dny, jsou zcela jistě nesprávné, neboť stihl vyrazit velké množství mincí. Po jeho smrti převzal moc v Galii Victorinus.